# Medjana
Medjana (em árabe: مجانة) é uma cidade e comuna localizada na província de Bordj Bou Arreridj, Argélia. Segundo o censo de 2008, a população total da cidade era de 22 402 habitantes.